# Johan Stigefelt
Johan Stigefelt (Anderstorp, 17 de marzo de 1976) es un expiloto de motociclismo sueco, que compitió en el Campeonato del Mundo de Motociclismo entre 1997 y 2004. Actualmente es director de equipo de motocilcismo.

## Biografía
Stigefelt ganó el Campeonato Nacional de Suecia dos veces en la categorías de 125cc en 1994 y 1995. Debutó en el Mundial en 1997 y compitió en 250cc hasta 2000. En 2001, disputó su única temporada en la categoría reina, acabando en la posición 31.º de la general. Después de dos temporadas más en 250cc, Stigefelt se trasladó al Campeonato Mundial de Supersport en 2005, acabando octavo en 2006.
En 2005 fundó la Stiggy Racing team, que compitió en el Mundial de Supersport y el Campeonato Mundial de Superbikes hasta 2009. Desde 2011 hasta 2012, fue director del equipo RW Racing GP que compitió en el Mundial de Moto3. Su equipo terminó subcampeón en 2012 con el piloto Luis Salom
.
Stigefelt se puso a dirigir el equipo Caterham Moto Racing Team para 2014 donde acabó sexto en el campeonato con Johann Zarco. Después de la desparición del Caterham Moto Racing, Stigefelt fue elegido para dirigir el nuevo equipo tutelado por el Circuito Internacional de Sepang, el SIC Racing Team, para la recién creada categoría de Moto3 . En 2015, el equipo estuvo formado por los pilotos Zulfahmi Khairuddin y Jakub Kornfeil. El SIC Racing Team compitió en 2016 con los pilotos Jakub Kornfeil y Adam Norrodin.

## Resultados
Sistema de puntuación a partir de 1993.
| Posición | 1  | 2  | 3  | 4  | 5  | 6  | 7 | 8 | 9 | 10 | 11 | 12 | 13 | 14 | 15 |
| Pts.     | 25 | 20 | 16 | 13 | 11 | 10 | 9 | 8 | 7 | 6  | 5  | 4  | 3  | 2  | 1  |

(Carreras en negrita indica pole position, carreras en cursiva indica vuelta rápida)
| Año  | Cat.  | Moto      | 1       | 2       | 3       | 4       | 5       | 6       | 7       | 8       | 9       | 10      | 11      | 12      | 13      | 14      | 15      | 16     | Pts. | Pos. |
| ---- | ----- | --------- | ------- | ------- | ------- | ------- | ------- | ------- | ------- | ------- | ------- | ------- | ------- | ------- | ------- | ------- | ------- | ------ | ---- | ---- |
| 1997 | 250cc | Suzuki    | MAL -   | JPN -   | SPA -   | ITA -   | AUT -   | FRA -   | NED -   | IMO -   | GER -   | BRA Ret | GBR -   | CZE -   | CAT -   | INA -   | AUS -   |        | 0    | -    |
| 1998 | 250cc | Suzuki    | JPN Ret | MAL Ret | SPA Ret | ITA DNS | FRA Ret | MAD 12  | NED 15  | GBR 13  | GER Ret | CZE 16  | IMO 21  | CAT 15  | AUS 11  | ARG 8   |         |        | 22   | 21.º |
| 1999 | 250cc | Yamaha    | MAL 16  | JPN Ret | SPA Ret | FRA Ret | ITA 12  | CAT Ret | NED 17  | GBR 18  | GER DSQ | CZE Ret | IMO 19  | VAL Ret | AUS 19  | RSA 17  | BRA 19  | ARG 18 | 4    | 27.º |
| 2000 | 250cc | TSR-Honda | RSA Ret | MAL 15  | JPN 18  | SPA 13  | FRA 12  | ITA Ret | CAT 11  | NED 21  | GBR 8   | GER 11  | CZE DNS | POR DNS | VAL Ret | BRA Ret | PAC 19  | AUS 17 | 26   | 17.º |
| 2001 | 500cc | Sabre V4  | JPN Ret | RSA 18  | SPA 17  | FRA Ret | ITA Ret | CAT 17  | NED 18  | GBR 18  | GER Ret | CZE 15  | POR 13  | VAL 14  | PAC Ret | AUS 17  | MAL Ret | BRA -  | 6    | 22.º |
| 2003 | 250cc | Aprilia   | JPN 14  | RSA 14  | SPA Ret | FRA 12  | ITA Ret | CAT 13  | NED 10  | GBR Ret | GER Ret | CZE Ret | POR DNS | BRA 13  | PAC Ret | MAL Ret | AUS 10  | VAL 17 | 26   | 20.º |
| 2004 | 250cc | Aprilia   | RSA 23  | SPA 14  | FRA Ret | ITA 19  | CAT Ret | NED 20  | BRA Ret | GER 20  | GBR 14  | CZE 17  | POR 20  | JPN Ret | QAT 14  | MAL 15  | AUS 9   | VAL 17 | 14   | 22.º |

### Campeonato Mundial de Supersport

#### Carreras por año
| Year | Bike  | 1     | 2     | 3       | 4      | 5       | 6      | 7      | 8      | 9       | 10      | 11     | 12    | Pos. | Pts. |
| ---- | ----- | ----- | ----- | ------- | ------ | ------- | ------ | ------ | ------ | ------- | ------- | ------ | ----- | ---- | ---- |
| 2005 | Honda | QAT   | AUS 6 | SPA 10  | ITA 13 | EUR Ret | SMR 13 | CZE 11 | GBR 15 | NED 12  | GER 8   | ITA 8  | FRA 6 | 58   | 11.º |
| 2006 | Honda | QAT 5 | AUS 7 | SPA Ret | ITA 8  | EUR 9   | SMR 9  | CZE 6  | GBR 11 | NED Ret | GER Ret | ITA 11 | FRA 8 | 70   | 8.º  |